# Ang'angxi
Ang'angxi, tidigare stavat Angangki, är ett stadsdistrikt i Qiqihar i Heilongjiang-provinsen i nordöstra Kina. Den ligger omkring 260 kilometer nordväst om provinshuvudstaden Harbin.
Orten uppstod i början på 1900-talet som ett järnvägssamhälle vid Östra kinesiska järnvägen. 